# Isaac Antoni van Roijen (1861-1938)

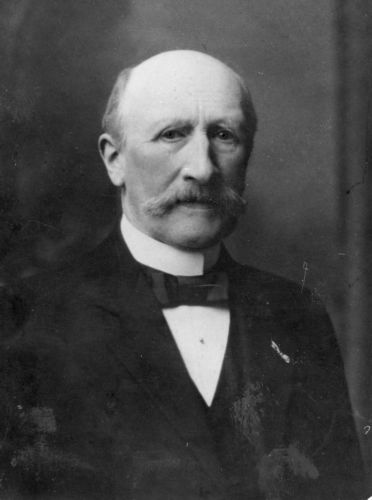
I.A. van Roijen, 1925

Isaac Antoni van Roijen (Groningen 12 januari 1861 - Groningen, 26 juni 1938) was een Nederlands burgemeester.
Van Roijen was een lid van de familie Van Roijen en werd geboren als zoon van mr. Berend van Roijen, advocaat en later burgemeester in Groningen. Hij werd zelf burgemeester van Hoogezand in 1890. In datzelfde jaar trouwde hij met Anna Margaretha Feith (1868-1940), een achterkleindochter van Rhijnvis Feith. In 1892 werd hij daarnaast lid van Provinciale Staten van Groningen. Van Roijen en zijn vrouw bewoonden 1898-1927 Huize Sorghvliet aan de Brugstraat (nu Meint Veningastraat) in Hoogezand.
Van Roijen was burgemeester van Hoogezand tot 1926 en was daarmee de langstzittende burgemeester van deze gemeente. Bij zijn vertrek werd Van Roijen geëerd met een hardstenen bank die werd geplaatst in het Westerpark. Op de bank werden zijn naam en het gemeentewapen afgebeeld (dit idee was ontleend aan burgemeester Van der Hoop die bij zijn vertrek in 1925 een soortgelijke bank aanbood aan Sappemeer). In Hoogezand werd de Burgemeester van Roijenstraat naar hem vernoemd.
Zijn zonen Johan en Stephanus Jacobus werden ook burgemeester.